# Конунги Агдира
Агдир (др.-сканд. Agðir) — "протокоролевство" на юге Норвегии. Условно находилось на территории двух современных фюльков страны — Вест-Агдер и Эуст-Агдер. О правивших в этой области конунгах известно немного. В основном, Агдир упоминается в своде королевских саг — Круг Земной. Есть еще ряд источников, в которых сообщается о правителях Агдира. Известно, что в первой половине VIII века область вошла в сферу влияния Инглингов, а после битвы при Хаврсфьорде Харальд Прекрасноволосый включил Агдир в состав частично объединенной Норвегии.

## Правители
- начало IX века: Харальд Рыжебородый (первый конунг Агдира, который упоминается в источниках)
- 840-е — 860-е годы: Хальвдан Чёрный
- 860-е — 870-е годы: Кьётви Богатый
- 870-е годы: вошло в состав Норвегии